# La Région-Sherbrookoise
La Région-Sherbrookoise était une municipalité régionale de comté ayant existé au Québec entre janvier 1982 et le 31 décembre 2001. Elle cessa d'exister alors que la plupart des entités municipales de son territoire se regroupent pour former la nouvelle ville de Sherbrooke le 1er janvier 2002.

## Toponymie
La municipalité régionale de comté de La Région-Sherbrooke prend son nom le 12 septembre 1998. Avant cette date, la municipalité régionale de comté s'appelait simplement Sherbrooke. Dans les deux cas, le toponyme fait référence à la ville de Sherbrooke ainsi qu'à l'ancien comté de Sherbrooke. 
Le nom actuel de la ville de Sherbrooke s'est imposé dans les années 1820 et rend hommage à John Coape Sherbrooke (1764-1830), un militaire britannique, lieutenant-gouverneur de la Nouvelle-Écosse de 1812 à 1816 et gouverneur en chef de l'Amérique du Nord britannique entre 1816 et 1818. Il aurait séjourné sur le territoire actuel de Sherbrooke en 1817.

## Géographie

### Entités territoriales
Lors de la dissolution de la municipalité régionale de comté au 31 décembre 2001, elle regroupait les entités municipales suivantes :
| Nom                 | Statut       |
| ------------------- | ------------ |
| Ascot               | Municipalité |
| Bromptonville       | Ville        |
| Deauville           | Municipalité |
| Fleurimont          | Ville        |
| Lennoxville         | Ville        |
| Rock Forest         | Ville        |
| Saint-Élie-d'Orford | Municipalité |
| Sherbrooke          | Ville        |
| Waterville          | Ville        |

## Histoire
Lors de la création de la municipalité régionale de comté en 1982, la ville de Bromptonville ainsi que le canton de Brompton faisaient partie de la municipalité régionale de comté du Val-Saint-François. Les deux entités se sont jointes à la MRC de Sherbrooke le 12 juin 1996 et se sont fusionnées pour créer la nouvelle ville de Bromptonville le 30 décembre 1998.
La ville de Waterville est la seule entité à ne pas avoir rejoint la ville de Sherbrooke, elle a plutôt été transférée à la municipalité régionale de comté de Coaticook.

## Démographie
| 1986    | 1991    | 1996    | 2001    |
| ------- | ------- | ------- | ------- |
| 118 791 | 127 194 | 138 013 | 141 212 |

## Administration
| Période | Période | Identité         | Étiquette                    | Qualité    |
| ------- | ------- | ---------------- | ---------------------------- | ---------- |
| 1982    | 1982    | Jacques O'Bready | Maire de Sherbrooke          | Avocat     |
| 1982    | 1998    | Richard Gingras  | Maire de Saint-Élie-d'Orford |            |
| 1998    | 2001    | Clément Nault    | Maire de Bromptonville       | Enseignant |